# Justine Skye
Justine Indira Skyers, meglio conosciuta come Justine Skye, (Brooklyn, 24 agosto 1995) è una cantautrice, rapper e attrice statunitense.
Diventata popolare su Tumblr, Skyers ha firmato contratti con la Atlantic Records e Roc Nation. Nel 2018 ha pubblicato il suo album di debutto Ultraviolet.

## Biografia

### Primi anni di carriera,Ultraviolet(2012-2018)
Justine Skye inizia a caricare musica sulle piattaforme YouTube 2012, mentre nel frattempo cura un account Tumbrl in cui parla di moda. Questa seconda attività le frutta un'ottima popolarità in rete, permettendole di entrare in contatto con la Atlantic Records e firmare quindi il suo primo contratto discografico. Justine pubblica dunque il suo EP di debutto Everyday Living nel 2013, lanciando come singoli la title track e Hard Work.
Nel 2015, Justine collabora con il rapper Tyga nel brano Collide: nonostante la rilevanza del featured artist, il brano non verrà inserito in alcun progetto. Fa seguito nel 2015 l'EP Emotionally Unavailable, da cui vengono estratti i singoli Bandit e A Train. Anche questo progetto ottiene uno scarso riscontro commerciale, diventando così l'ultimo lavoro di Justine pubblicato via Atlantic. Il primo brano pubblicato via Roc Nation è Overtime, collaborazione col rapper Schoolboy Q e il cantante Miguel. L'anno successivo la cantante firma un contratto con Roc Nation e Republic Records e pubblica il suo terzo EP, 8 Ounces.
A questo punto, Justine Skye collabora con Wizkid nel singolo U Don't Know, primo estratto dal suo album di debutto Ultaviolet. L'album viene pubblicato il 18 gennaio 2018 e viene promosso attraverso il lancio di due singolo: Back For More con Jeremih e Think About It. L'album non ottiene il successo sperato e così Justine Skye lascia le sue case discografiche per intraprendere una carriera da artista indipendente.

### Space and Time, recitazione, Dark Side (2019-in attività)
Skye pubblica l'EP Bare With Me nel 2019 e l'album Space & Time nel 2020. In tali progetti, l'artista collabora con il celebre produttore Timbaland. Nel 2019, Justine Skye ha debuttato inoltre come attrice recitando nei film Due sballati al college 2 e Already Gone e nella serie TV Tales. Nel febbraio 2021 pubblica il singolo Intruted, prodotto da Timbaland: il produttore appare anche nel video della canzone, così come la modella Bella Hadid e il rapper Lil Yachty. Nel 2022 entra nel cast della cast della serie televisiva Grown-Ish.
Nel 2023, a 9 anni dalla sua pubblicazione, il singolo del 2014 Collide acquisisce una notevole popolarità grazie alla piattaforma TikTok, spingendo l'artista a promuoverlo attraverso esibizioni televisive. L'artista pubblica dunque la raccolta Dark Side, in cui Collide viene inserita in tre versioni diverse: il brano originale, un remix e una versione da solista.

## Vita privata
Nella sua vita, Justine ha stretto amicizia con celebrità come Kylie Jenner, Kendall Jenner, Willow Smith, Jaden Smith. La cantante ha rivelato di essere stata vittima di violenza domestica da parte di un ex fidanzato: inizialmente restia nel rivelarne l'identità, nel 2019 la cantante ha accusato il rapper Sheck Wes di essere il suo assalitore e di aver aggredito anche alcuni amici. Il rapper ha tuttavia negato tali accuse.

## Discografia

### Album in studio
- 2018 – Ultraviolet
- 2020 – Space and Time

### Raccolte
- 2020 – Bare with Me (The Album)
- 2023 – Dark Side

### EP
- 2013 – Everyday Living
- 2015 – Emotionally Unavailable
- 2016 – 8 Ounces
- 2019 – Bare with Me

### Singoli
- 2013 – Everyday Living
- 2013 – Hard Work
- 2014 – Collide (feat. Tyga)
- 2015 – Bandit
- 2015 – A Train
- 2016 – U Don't Know (feat. Wizkid)
- 2017 – Back for More (feat. Jeremih)
- 2017 – Don't Think About It
- 2018 – Build (feat. Ann Ray)
- 2019 – Maybe
- 2020 – Confident
- 2020 – No Options
- 2021 – Intruted
- 2021 – Twisted Fantasy
- 2021 – What a Lie

## Filmografia
- Grown-ish – serie TV (2022-in corso)